# EuroSpin
EuroSpin (Италијански: Spesa intelligente, буквални превод 'Паметна потрошња') је италијанска компанија која се бави великом малопродајом хране и робе широке потрошње у дисконтном ланцу, присутна у Италији, Словенији, Хрватској и Малти .   EuroSpin ће 2025. године отворити своју прву продавницу у Србији .

## Историја
Компанија EuroSpin је основана 1993. године на иницијативу четири породице предузетника које су већ биле активне у великој малопродаји : породице Поци из ломбардског Дугана, породице Мион из веронског Мигроса, породице Одорици из трентинске задруге Дао и породице Барбон из Веге са седиштем у Тревизу .  Група, први дисконтни ланац у италијанском власништву, у почетку је користила формулу франшизинга, а затим је почела да отвара сопствене продавнице. 
Године 2004. бренд се појавио у Словенији,   2020. у Хрватској  и 2024. на Малти . 
Од 2009. године бави се и продајом путовања са брендом EuroSpin Viaggi. 

## Структура групе
Група Eurospin је структурирана на следећи начин: 
```
EuroSpin Italia S.p.A.
├── Spesa Intelligente S.p.A. (Италија)
├── EuroSpin Tirrenica S.p.A. (Италија)
├── EuroSpin Lazio S.p.A. (Италија)
├── EuroSpin Puglia S.p.A. (Италија)
├── EuroSpin Sicilia S.p.A. (Италија)
├── Spinservice S.r.l. (Италија)
├── New Business S.r.l. (Италија)
├── EuroSpin Eko d.o.o. (Словенија)
└── EuroSpin Hrvatska d.o.o. (Хрватска)

```

## Број локација
Продајна мрежа компаније EuroSpin у 2024. години:
| Земља     | Време почетка | Број продавница |
| --------- | ------------- | --------------- |
| Италија   | 1993.         | 1200            |
| Словенија | 2004.         | 59              |
| Хрватска  | 2020.         | 30              |
| Малта     | 2024.         | 1               |
| Србија    | 2025.         | Н/Д             |

## Спољни линкови
- Званични веб-сајт